# Berlin-Budapest (Oriënt) Express
De Berlin-Budapest (Oriënt) Express was een trein van de Compagnie Internationale des Wagons-Lits (CIWL) die werd ingezet op de verbinding Berlijn - Constantinopel. Nadat de Pruisische legerleiding haar verzet tegen "vijandige", lees Frans-Belgische, treinen had opgegeven, kon CIWL ook treindiensten vanuit Berlijn aanbieden. Berlijn was in 1896 een halte van de Nord Express geworden en in 1897 start/eindpunt van de Nord Süd Brenner Express. In 1900 volgde, als tweede CIWL-trein met Berlijn als start/eindpunt, de Berlin-Budapest(Oriënt) Express die op 1 mei in de dienstregeling werd opgenomen. De trein volgde de Oder en reed via Breslau, Oppeln, Ostrava en Žilina naar Boedapest. Hiermee werd de Oostenrijkse eis, dat internationale treinen allemaal in Wenen moesten stoppen, ontlopen. Tussen Budapest en Constantinopel werden de rijtuigen meegegeven met de Oriënt-Express. De treindienst werd op 30 september 1902 gestaakt. In de Eerste Wereldoorlog werd Mitropa opgericht die, als Duits bedrijf, in 1916 begon met de Balkan Express voor de verbinding tussen Berlijn en Constantinopel, dit keer wel via Wenen.   